# Notoplax tateyamaensis
Notoplax tateyamaensis is een keverslakkensoort uit de familie van de Acanthochitonidae. De wetenschappelijke naam van de soort is voor het eerst geldig gepubliceerd in 1995 door Is. Taki MS, Wu & Okutani.